# Fiukówka

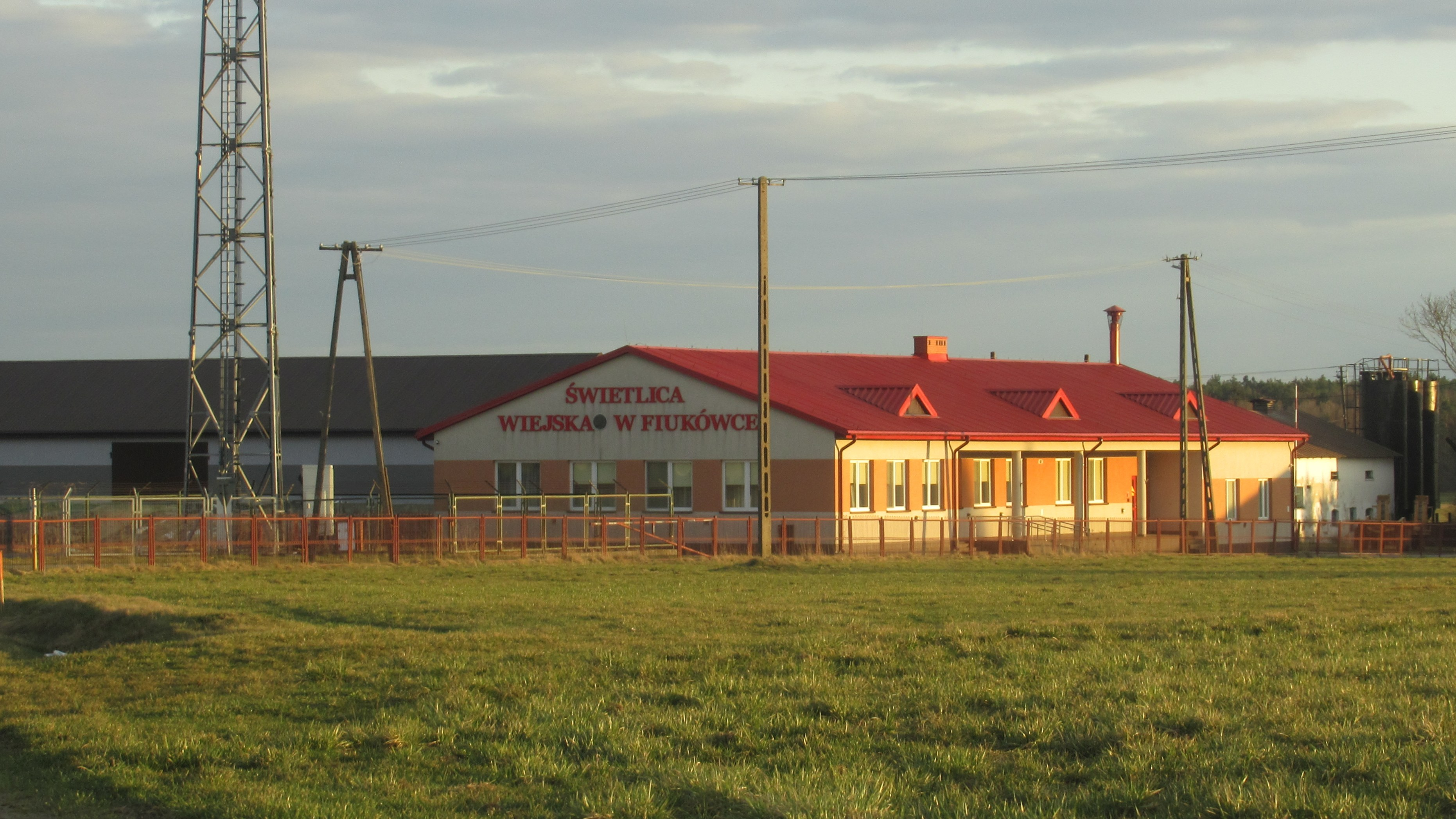
Świetlica wiejska w Fiukówce

Fiukówka – wieś o charakterze rolniczym w Polsce położona w województwie lubelskim, w powiecie łukowskim, w gminie Krzywda.
| SIMC    | Nazwa    | Rodzaj  |
| ------- | -------- | ------- |
| 0677056 | Fiukówka | kolonia |

Wieś stanowi sołectwo w gminie Krzywda. Według Narodowego Spisu Powszechnego z roku 2011 wieś liczyła 402 mieszkańców.
Wieś jako Wola Finkowa została założona między rokiem 1531 a 1552 przez rodzinę Goiskich, która ówcześnie była w posiadaniu licznych okolicznych dóbr. W dokumencie z 20 sierpnia 1588 r. Fiukówka, obok Kożuchówki, Krzywdy i Radoryża, wymieniona jest jako wieś wchodząca w skład nowo erygowanej parafii w Radoryżu. W 1588 r. właścicielem był Jan Czyszkowski, syn cześnika liwskiego. Przez następne lata wieś przechodzi z rąk do rąk – w 2 poł. XVIII w. wieś była własnością Wojciecha Borkowskiego, w początkach XIX w. – małżeństwa Świderskich, a potem ich spadkobierców.
W marcu 1851 roku główną część folwarku nabył za 525 rubli w srebrze Stanisław Schultz, a w dwa lata później dokupił pozostałe części. Po tej transakcji majątek miał powierzchnię 1314 mórg, na to składały się: lasy – 38%, grunty orne i ogrody – 26%, nieużytki i place – 14%, pastwiska – 10%, zarośla – 8%, łąki (z bogatymi złożami torfu) – 4%. W folwarku było 16 domów. Następnie majątek został oddany w dzierżawę.
W 1827 r. we wsi było 18 domów i 137 mieszkańców.
Po ukazie carskim znoszącym pańszczyznę w 1864 Szulcowie (tak się już wówczas pisali) zmuszeni byli sprzedać część swojego majątku. W 1873 r. Fiukówka zostaje formalnie odłączona od reszty dóbr (Krzywda, Anielin, Kosiorki) – zostają założone nowe księgi wieczyste i wykonane kopce graniczne.
W roku 1915 we wsi powstaje szkoła podstawowa, przekształcona w państwową w latach 1916/1917. Najstarszy budynek wchodzący w skład obecnej szkoły został wybudowany w latach 1935–1937 (piętro dobudowano później). Szkoła została znacznie rozbudowana w latach 1988–1994.
1 lutego 1925 zostało zarejestrowane zorganizowane przez mieszkańców wsi Stowarzyszenie Mleczarskie – jego zadaniami było m.in. rozpowszechnienie hodowli bydła rasy czarno-białej, zagospodarowanie podmokłych łąk i nieużytków, a także prowadzenie skupu mleka, oddzielanie śmietany i przetwarzanie jej na inne produkty mleczne. W momencie powstania Stowarzyszenie liczyło 24 członków.
25 kwietnia 1925 w Fiukówce powstała ochotnicza straż pożarna. Początkowo liczyła sobie 37 członków i obejmowała bardzo duży obszar. Po roku 1928, po powstaniu straży w Krzywdzie i Radoryżu Kościelnym, obszar działania ograniczył się do najbliższych okolicznych wsi. W roku 1929 zakończono budowę pierwszej remizy strażackiej. W 1933 r. było już 42 strażaków. W roku 1964 wybudowano drugą, większą remizę, wraz ze ścianką treningową oraz zakupiono samochód strażacki i nową motopompę.
W 1935 r. odnotowano istnienie kuźni.
W 1947 r. powstał tu teatr amatorski , a w 1972 – Klub Młodego Rolnika.
W latach 1954–1961 wieś należała i była siedzibą władz gromady Fiukówka, po jej zniesieniu w gromadzie Wandów. W latach 1975–1998 miejscowość administracyjnie należała do województwa siedleckiego.
Do lat 90. XX w. w miejscowości funkcjonowała placówka pocztowa (kod pocztowy – 21-424) – przez lata w wynajętym pomieszczeniu w jednym z domów w centrum wsi, w ostatnich latach swojego istnienia w pomieszczeniu w nowym segmencie szkoły; obejmowała swoim zasięgiem oprócz Fiukówki m.in. Stary Patok, Nowy Patok, Wielgolas. Mieściła się w niej także ręczna centrala telefoniczna, czynna w godzinach pracy urzędu. Po likwidacji obsługę przejęła poczta w Krzywdzie.
Wierni Kościoła rzymskokatolickiego należą do parafii Matki Boskiej Częstochowskiej w Radoryżu Kościelnym.